# اسرائیل کاماکاویوواولی
اسرائیل کاماکاویوواولی (انگلیسی: Israel Kamakawiwoʻole؛ ۲۰ مهٔ ۱۹۵۹ – ۲۶ ژوئن ۱۹۹۷) موسیقی‌دان اهل ایالات متحده آمریکا (هاوایی) بود. وی بعد از انتشار آلبوم «رودررویی با آینده» به شهرت جهانی رسید.
مشهورترین آهنگ وی، جایی در پس رنگین‌کمان است.